# جيمس هاردر
جيمس هاردر (بالإنجليزية: James Harder)‏ هو يوفولوجي ‏ ومهندس أمريكي، ولد في 2 ديسمبر 1926 في فوليرتون في الولايات المتحدة، وتوفي في 31 ديسمبر 2006 في تاهليكوا في الولايات المتحدة.